# Борщевик жёсткий
Борщевик жёсткий (лат. Heracleum asperum) — вид высокогорных травянистых растений рода Борщевик семейства Зонтичные, распространённый на Кавказе.
Впервые в литературе название Heracleum asperum упоминается в 1812 году Фёдором Фишером в каталоге Горенковского сада. А первое подробное описание вида было составлено Маршалом Биберштейном по материалу, собранному Вильгельмсом на г. Бештау и опубликовано в 1819 году в 3 томе «Крымско-Кавказской флоры».

## Ботаническое описание
Травянистое растение 100-150 см в высоту. Листья тройчатые или перисто-сложные из 2 пар боковых сегментов, первая пара на коротких черешочках, обычно не превышающих 1 см в длину, вторая сидячая, сегменты в очертании яйцевидные или яйцевидно-продолговатые, неравнобокие, более или менее глубоко перисто-надрезанные на яйцевидные, заострённые, по краю остро-зубчатые доли, конечный сегмент в очертании почти округлый, лопастно надрезанный, лопасти перисто-надрезанные на яйцевидные заостренные доли, листья с верхней стороны голые, только по главным жилкам усаженные очень мелкими отстоящими волосками, с нижней стороны более густо оттопыренно опушённые, стеблевые листья уменьшенные, на коротком черешке, со сравнительно мало расширенным влагалищем, самые верхние листья иногда состоят только из влагалища. Зонтики крупные, многолучевые, лучи зонтика и зонтичков опушённые, листочки обёртки немногочисленные, обычно опадающие, листочки обёрточки узколинейные, неравные. Цветки белые, завязь мелко опушённая, чашелистики незаметные или незначительные, внешние лепестки краевых цветков в зонтиках несколько увеличенные, пыльники оливкового цвета. Полуплодики вислоплодника овальные или обратнояйцевидные, 6-10 мм в длину и 5-6 мм в ширину, усаженные очень мелкими, направленными вверх волосками.

## Распространение и экология
Эндемик Кавказа. Распространён в Предкавказье и в области Главного Кавказского хребта.
Произрастает на лесных опушках, полянах, субальпийский лугах на высоте от 1000 до 2500 м над уровнем моря.

## Таксономическое положение
Вид Борщевик жёсткий входит в секцию Euheracleum рода Борщевик (Heracleum) подтрибы Tordyliinae трибы Tordylieae подсемейства Сельдерейные (Apioideae) семейства Зонтичные (Apiaceae) порядка Зонтикоцветные (Apiales).
|  |                        |  |                                               |                                               |                           |  | ещё два подсемейства | ещё два подсемейства            |                                 |  |  |  | клада Cymbocarpum и клада Lefebvrea | клада Cymbocarpum и клада Lefebvrea |  |  |  |  | ещё до 147 видов | ещё до 147 видов |
|  |                        |  |                                               |                                               |                           |  | ещё два подсемейства | ещё два подсемейства            |                                 |  |  |  | клада Cymbocarpum и клада Lefebvrea | клада Cymbocarpum и клада Lefebvrea |  |  |  |  | ещё до 147 видов | ещё до 147 видов |
|  |                        |  |                                               | семейство Зонтичные                           |                           |  |                      |                                 | триба Tordylieae                |  |  |  |                                     | Род Борщевик                        |  |  |  |  |                  |                  |
|  |                        |  |                                               | семейство Зонтичные                           |                           |  |                      |                                 | триба Tordylieae                |  |  |  |                                     | Род Борщевик                        |  |  |  |  |                  |                  |
|  | порядок Зонтикоцветные |  |                                               |                                               | подсемейство Сельдерейные |  |                      |                                 | подтриба Tordyliinae            |  |  |  | вид Борщевик жёсткий                |                                     |  |  |  |  |                  |                  |
|  | порядок Зонтикоцветные |  |                                               |                                               |                           |  |                      |                                 |                                 |  |  |  |                                     |                                     |  |  |  |  |                  |                  |
|  |                        |  | ещё шесть семейств (согласно Системе APG III) | ещё шесть семейств (согласно Системе APG III) |                           |  |                      | ещё около двадцати четырёх триб | ещё около двадцати четырёх триб |  |  |  | ещё четырнадцать родов              | ещё четырнадцать родов              |  |  |  |  |                  |                  |
|  |                        |  |                                               | ещё шесть семейств (согласно Системе APG III) |                           |  |                      |                                 | ещё около двадцати четырёх триб |  |  |  |                                     | ещё четырнадцать родов              |  |  |  |  |                  |                  |